# Леони, Джанни
Джанни Леони (итал. Gianni Leoni; 1 марта 1915 года, Комо, Италия — 15 августа 1951, Белфаст, Северная Ирландия, Великобритания) — итальянский мотогонщик. Двукратный вице-чемпион мира по шоссейно-кольцевых мотогонок MotoGP в классе 125сс (1950 и 1951).

## Биография
Джанни дебютировал в соревнованиях по мотоспорту в 1938 году. В следующем году он занял 3-е место на кубке Дуче (итал. Coppa del Duce), выступая на мотоцикле Benelli.
Джанни Леоне дебютировал в чемпионате мира по шоссейно-кольцевым мотогонкам MotoGP в последней игре сезона 1949, Гран-При Наций, которая проходила в Монце. Он принимал участие в гонках трех классов: 125cc, 250cc и 500cc, в первой из которых одержал победу. В классе 250cc он финишировал 2-м, уступив Дарио Амброзини на Benelli.
В следующем сезоне в классе 125cc он финишировал вторым в гонке в Ассене и вновь одержал победу в Монце, что позволило занять второе место в общем зачете вслед за соотечественником Бруно Руффо.
Сезон 1951 Леоне начал с командой Mondial в классе 125cc и Moto Guzzi в 250cc. В первой своей гонке, Гран-При Швейцарии, он финишировал третьим в классе „четвертинок“, гонка в 125cc там не проводилась. В следующей гонке на острове Мэн, Джанни вновь был третьим, на этот раз в самом маленьком классе. В Нидерландах итальянец праздновал победу (в 125cc), а во Франции снова был вторым (250cc). Следующей гонкой календаря стало Гран-При Ольстера, которое оказалось для Джанни последним.
Около 10:00 утра 15 августа, Джанни, вместе со своим коллегой по команде Санте Джеминьяни, а также гонщиком Энрико Лоренцетти ехали по трассе Кладе в рамках свободной практики Гран-При Ольстера, которое должно было состояться через 3 дня. После нескольких кругов Джеминьяни и Лоренцетти заехали в боксы для замены мотоциклов, тогда как Леони продолжил свое движение по трассе. Через некоторое время последний заметил отсутствие коллег и решил вернуться назад, чтобы посмотреть, что случилось. Он развернулся и поехал против направления движения. Тем временем Джеминьяни и Лоренцетти, покинув боксы, отправились на трассу для дальнейшего движения. Через некоторое время они встретили Леоне, расстояние между ними было небольшим и Джеминьяни не удалось избежать столкновения. Санте и Леони столкнулись лоб-в-лоб, их скорость, по оценкам, составляла примерно 100 км/час. Лоренцетти, который ехал на расстоянии примерно 100 метров позади, тоже не избежал столкновения, однако успел сбавить скорость.
Санте Джемньяни при столкновении подлетел в воздух и пролетел около 40 метров от места аварии, погибнув мгновенно. Джанни Леоне смог подняться на мгновение, но сразу же упал без сознания и умер в тот же день в больнице в Белфасте; Энрико Лоренцетти отделался незначительными травмами.
Несмотря на смерть двух заводских гонщиков и выбытием еще одного, команда Moto Guzzi не прекратила своего участия в гонке, в которой ее гонщик Бруно Руффо одержал победу в классе 250cc.